# Кембрийский период
| система                                                                          | отдел        | ярус         | Ниж. граница, млн лет |
| -------------------------------------------------------------------------------- | ------------ | ------------ | --------------------- |
| Ордовик                                                                          | Нижний       | Тремадокский | 486,85 ±1,5           |
| Кембрий                                                                          | Фуронгский   | Ярус 10      | ~491,0                |
| Кембрий                                                                          | Фуронгский   | Цзяншаньский | ~494,2                |
| Кембрий                                                                          | Фуронгский   | Паибский     | ~497,0                |
| Кембрий                                                                          | Мяолинский   | Гужангский   | ~500,5                |
| Кембрий                                                                          | Мяолинский   | Друмский     | ~504,5                |
| Кембрий                                                                          | Мяолинский   | Вулиунский   | ~506,5                |
| Кембрий                                                                          | Отдел 2      | Ярус 4       | ~514,5                |
| Кембрий                                                                          | Отдел 2      | Ярус 3       | ~521,0                |
| Кембрий                                                                          | Терренувский | Ярус 2       | ~529,0                |
| Кембрий                                                                          | Терренувский | Фортунский   | 538,8 ±0,6            |
| Эдиакарий                                                                        | Эдиакарий    | Эдиакарий    | больше                |
| Деление и золотые гвозди в соответствии с IUGS по состоянию на декабрь 2024 года |              |              |                       |

Ке́мбри́йский пери́од (ке́мбрий) — геологический период, с которого начались палеозойская эра и весь фанерозойский эон. Начался 538,8 ±0,6 млн лет назад, закончился 486,85 ±1,5 млн лет назад. Продолжался, таким образом, примерно 52 млн лет. Комплекс отложений (горных пород), соответствующих данному возрасту, называется кембри́йской систе́мой.
Кембрийская система впервые выделена в 1835 году английским исследователем А. Седжвиком и получила название от римского наименования Уэльса — лат. Cambria. Он выделил 3 отдела кембрия. Международная комиссия по стратиграфии с 2008 года разделяет кембрий на 4 отдела.
В кембрии происходят кардинальные изменения в биосфере: если до этого почти вся жизнь была простой и одноклеточной (кроме хуайнаньской и эдиакарской биот, последняя существовала прямо перед кембрийской), то уже в начале периода происходит резкое увеличение числа сложных многоклеточных организмов, у многих из которых имеется либо экзо-, либо эндоскелет. Это событие носит название «кембрийский взрыв». В результате «взрыва» появляются многие современные типы организмов, такие как хордовые, членистоногие, моллюски и многие другие. Несмотря на расцвет жизни в океанах, суша всё ещё была сплошной пустыней. Существуют доказательства, что некоторые моллюски и членистоногие могли выходить в то время на сушу и питаться там различными микроорганизмами, но полностью наземными они не были. Что касается континентов, то основным материком была Гондвана, находившаяся почти полностью в южном полушарии.

## Подразделение кембрийской системы
Согласно Международной стратиграфической шкале кембрийская система подразделяется на 4 отдела: терренувский (538,8 ±0,6 — около 521 млн лет назад), 2-й отдел (около 521 — около 506,5 млн лет назад), мяолинский (около 506,5 — около 497 млн лет назад) и фуронгский (около 497—486,85 ±1,5 млн лет назад). 
| Кембрийский период в ОСШ (Россия) Деление по состоянию на март 2024 года |         |              |                       |
| система                                                                  | отдел   | ярус / век   | Ниж. граница, млн лет |
| Ордовик                                                                  | Нижний  | Тремадокский | 485,4±1,9             |
| Кембрий                                                                  | Верхний | Батырбайский | ?                     |
| Кембрий                                                                  | Верхний | Аксайский    | ?                     |
| Кембрий                                                                  | Верхний | Сакский      | ~497                  |
| Кембрий                                                                  | Средний | Аюсокканский | 500                   |
| Кембрий                                                                  | Средний | Майский      | ~504,5                |
| Кембрий                                                                  | Средний | Амгинский    | 509                   |
| Кембрий                                                                  | Нижний  | Тойонский    | ?                     |
| Кембрий                                                                  | Нижний  | Ботомский    | ?                     |
| Кембрий                                                                  | Нижний  | Атдабанский  | ?                     |
| Кембрий                                                                  | Нижний  | Томмотский   | 535±1                 |
| Венд                                                                     | Верхний | Верхний      | больше                |

Ранее кембрийская система подразделялась на нижний, средний и верхний отделы с ярусами на основе региональных шкал. Такое подразделение с сохранением региональной номенклатуры продолжает использоваться в Общей стратиграфической шкале России.
В российской стратиграфической шкале кембрийской системы также выделяются 4 надъяруса: алданский (томмотский и атдабанский ярусы), ленский (ботомский и тойонский ярусы), якутский (амгинский и майский ярусы) и кыршабактинский (аюсокканский, сакский, аксайский и батырбайский ярусы).
Для подразделений верхнего кембрия в Северной Америке разработано иное ярусное деление, здесь выделяют 3 яруса:
- дресбахский ярус
- франконский ярус
- тремиаелейский ярус

## География и климат
В начале кембрийского периода произошёл распад суперконтинента, существовавшего в конце неопротерозоя. На юге возник континент Гондвана, который сформировали Южно-Американская, Африкано-Аравийская, Индостанская, Австралийская и Антарктическая платформы. К северу от Гондваны располагались континенты Лаврентия (преимущественно на основе Северо-Американской платформы), Балтика (Восточно-Европейская платформа) и Сибирь (Сибирская платформа). Между Гондваной и северными континентами находился океанический бассейн, а окружал все континентальные блоки, по-видимому, океан Палеопасифик. В океане находились также несколько микроконтинентов — Центральноказахстанский, Тувино-Монгольский, Баргузино-Витимский, Центральномонгольский, — на окраинах которых формировались островные вулканические дуги.
В раннем кембрии на большей части северных континентов были часты океанские трансгрессии, в ходе которых значительные площади покрывались мелководными, богатыми фауной тёплыми морями (так, температура воды в морях Сибири в это время предположительно не опускалась ниже 25 °C). Гондвана на протяжении кембрия, за исключением северных и восточных окраин, испытывала поднятие.
Во второй половине периода в результате столкновения островных дуг с континентами и микроконтинентами началась салаирская стадия каледонского тектогенеза. Этот процесс породил складчато-надвигово-покровные горные системы в районе Урало-Охотского, Тасманского и Трансантарктического подвижных поясов. С середины кембрия площадь внутренних морей на Сибирской и Восточно-Европейской платформах постепенно уменьшалась. К концу периода горообразовательные процессы привели к тому, что рельеф континентов стал более контрастным, сформировались предгорные и межгорные прогибы, заполнявшиеся молассой, произошла активизация вулканической деятельности.
Климат на Земле на протяжении кембрийского периода отличался как от современного, так и, в особенности, от предшествовавшей ему неопротерозойской эпохи. Если в настоящее время среднегодичная планетарная температура составляет около 14 °C, а в неопротерозое она была ещё ниже — около 12 °C, то на протяжении кембрия она составляла 22 °C. Более высокой средняя планетарная температура была только на протяжении короткого времени ближе к концу пермского периода. Высоким температурам, вероятно, способствовало отсутствие на географических полюсах суши или внутренних морей, что препятствовало появлению полярных ледяных шапок значительных размеров. По-видимому, в поясе между 30-м градусом северной и южной широты в этот период держался субтропический климат, а на широтах тропика Рака и тропика Козерога располагались обширные полупустыни.
Из-за увеличения количества фотосинтезирующих организмов уровень кислорода в атмосфере стабильно рос от 3% до 14% в течение всего кембрийского периода, начиная с эдиакарcкого периода неопротерозоя. Таким образом, основная часть так называемой кислородной катастрофы или насыщения атмосферы Земли свободным кислородом произошла в эти геологическую эпохи и активно продолжалось всю последующую палеозойскую эру. Но, несмотря на растущий уровень кислорода в атмосфере, теплый климат и прогрев морской воды препятствовали её насыщению растворенным кислородом, что приводило к широкому распространению аноксии на больших глубинах, так что океаны кембрийского периода оставались в основном анаэробными.

## Органический мир кембрийского периода
Кембрий — время возникновения и расцвета трилобитов. Это древняя группа членистоногих животных, ближе всего стоящих к ракообразным. Все известные представители класса трилобитов были морскими животными.
В начале этого периода возникли организмы, обладавшие минеральными скелетами. В палеонтологической летописи появились все обладающие скелетами типы животных, известные в настоящее время, за исключением мшанок. Долгое время «взрывное» появление жизни в кембрийском периоде ставило в тупик учёных. Относительно недавно была открыта так называемая эдиакарская фауна, а также менее известные хайнаньская фауна и фауна Доушаньто, относящиеся к эдиакарскому периоду позднего протерозоя — более древние, но не имевшие никаких скелетных образований и долгое время остававшиеся скрытыми от палеонтологов. Стало ясно, что многоклеточная жизнь возникла не в кембрии, а существенно раньше, а в кембрии организмы «научились» строить минеральные скелеты, которые имеют гораздо больше шансов сохраниться в толщах пород, чем мягкие тела животных.
В основном кембрийская биота обитала в морских бассейнах. Существовало много трилобитов, гастропод, брахиопод. Одновременно существовали и животные, которых трудно отнести к какой-либо известной группе. Вообще, даже виды, принадлежащие к известным типам, на современные совершенно не похожи. Рифостроящими организмами были археоциаты, существовавшие только в кембрии, и водоросли, выделяющие известь. Судя по всему, в кембрии появились первые почвенные беспозвоночные — черви и многоножки. Также в этот период появились коралловые полипы, головоногие моллюски, членистоногие и хордовые.
Из верхнекембрийских отложений возрастом около 500 миллионов лет известны древнейшие представители  клады Xenocarida, которая считается сестринской группой шестиногих (Hexapoda).

## Характерные обитатели кембрийских морей
- Разнообразие динокарид.
Сверху: аномалокарис, опабиния;
Снизу: Pambdelurion, Kerygmachela.
- Пикайя (Pikaia gracilens)
- Галлюцигении (Hallucigenia)
- Виваксия (Wiwaxia)
- Размеры некоторых представителей фауны сланцев Бёрджес

## Геология
Комплекс горных пород, характеризующих кембрийскую систему, выделен на примере пород Уэльса А. Седжвиком в 1835 году. В спор между Седжвиком и ещё одним геологом Родериком Мэрчисоном, впервые описавшим в это же время силурийскую систему, частично пересекавшуюся с оригинальным описанием кембрийской, оказалось вовлечено большинство ведущих геологов Великобритании, и в итоге временные рамки обоих периодов были уточнены к 1879 году с введением промежуточной ордовикской системы. Седжвик выделил в геологии кембрийской системы три отдела. Дальнейшая ревизия его выводов (Ч. Уолкотт, Ч. Лапуорт) легла в основу градации отделов кембрия, принятой 4-м Международным геологическим конгрессом в 1888 году.
В процессе морских трансгрессий на территории северных континентов кембрия формировались толщи осадочных пород. В эпиконтинентальных морях континента Сибирь в основном накапливались карбонатные породы. На юго-западе Сибири в начале периода сформировался солеродный бассейн, с юга ограниченный горами байкальской складчатости, а с севера отделяемый от моря полосой биогермов. В морях континента Балтика формировались глинистые и песчано-глинистые отложения. В морях на западе Лаврентии накапливались карбонатные осадки, а на востоке континента — терригенные.
Известны несколько областей кембрийских вулканических пород в Южном полушарии. В начале периода наиболее активной была вулканическая деятельность на территории современной Австралии. Её север и центральную часть характеризуют трапповые базальты, сформировавшиеся в это время. На северо-востоке Австралии, в Новой Зеландии и ряде районов Антарктиды (север Земли Виктории, горы Элсуэрт и Пенсакола) вулканические периоды раннего и среднего кембрия связаны с деятельностью вулканической островной дуги и представлены базальтами и мафическими интрузиями. В северном полушарии вулканические породы, датируемые ранним и средним кембрием, находятся в южной Сибири и западной Монголии (Алтайские и Саянские горы), на востоке Казахстана и северо-западе Китая (Тянь-Шань) и на северо-востоке Китая. В Северной Америке вулканическая деятельность первой половины кембрия представлена гранитными интрузиями и базальтовыми и риолитовыми экструзиями на территории Оклахомы. К нижнему кембрию относятся цирконы из слоя вулканического пепла в Нью-Брансуике (Канада) и вулканические туфы в Марокко и юго-западном Китае, датируемые 521 млн лет назад — границей между томмотским (дотрилобитовым) и атдабанским ярусами.
Тёплый климат кембрия обусловил отсутствие датируемых этим периодом валунных суглинков, формирующихся как ледниковые отложения. Эти породы наличествуют как в более ранних слоях осадков, так и в более поздних, формировавшихся в ордовикский период, когда континент Гондвана начал дрейф в сторону Южного полюса. Песчаники, содержащие зёрна кварца с царапинами из-за перекатывания ветром, вентифакты (отполированные ветром валуны) и эвапориты, представляют собой наследие кембрийских пустынь и полупустынь тропической зоны.